# Chiloglanis brevibarbis
Chiloglanis brevibarbis är en fiskart som beskrevs av George Albert Boulenger 1902. Chiloglanis brevibarbis ingår i släktet Chiloglanis och familjen Mochokidae. Inga underarter finns listade i Catalogue of Life.